# Zinédine Zidane
Zinédine Yazid Zidane ([zineˈdin jaˈzid ziˈdan], kabilul: Zinəddin Lyazid Zidan, arabul: زين الدين اليزيد زيدان Zain ad-Dīn al-Yazīd Zīdān), beceneve: Zizou [zizu:] (Marseille, 1972. június 23. –) algériai származású francia labdarúgó, edző.
Világ- és Európa-bajnok. 108-szoros francia válogatott, UEFA-bajnokok ligája-győztes, kétszeres európai Szuperkupa-győztes, UEFA-kupa-győztes, kétszeres olasz, egyszeres spanyol bajnok. A FIFA háromszor választotta az év labdarúgójának. 1998-ban aranylabdát nyert. A FIFA 100-nak a tagja, amely a világ valaha volt legjobb labdarúgóit tartalmazza.
Utolsó mérkőzését 2006. július 9-én, a labdarúgó világbajnokság Franciaország-Olaszország döntőjén játszotta, melynek 110. percében egy súlyos, szándékos szabálytalanság miatt (mellbe fejelte az őt provokáló olasz Marco Materazzit) kiállították. 2013-tól 2014-ig Carlo Ancelotti mellett segédedző volt a Real Madridban, illetve 2014–16-ig a Real Madrid Castilla edzője. A Real Madrid CF edzőjeként már az első (fél)szezonjában bajnokok-ligája győztes lett. Zidane-nak mind a három fia futballista: Enzo Zidane Fernández, aki a svájci Lausanne Sport Club játékosa, Theo Zidane, a Real Madrid Castillában játszik, valamint Luca Zidane, aki a Real Madrid játékosa, de kölcsönben a Racing Santanderben szerepel.

## Származása
Zinédine Zidane ugyan Franciaországban, Marseille „La Castellane” negyedében született, apja – aki az 1950-es évek óta lakik Marseille-ben, soha sem vette fel a francia állampolgárságot – Algériából származik, annak északi hegyvidékéről, a kis-kabiliai Bedzsája városából. Születési helye okán Zidane francia állampolgár, ugyanakkor apja révén algériai (kabil) is.

## A kezdetek
Korán megmutatkozott, hogy nagy érzéke van a labdarúgáshoz. Tízévesen kezdett futballozni egy lakóhelyéhez közeli futballklubban (US Saint-Henri); Majd az SO Septèmes-les-Vallons-ban folytatta. Innen hívták be továbbképzésre az Aix-en-Provence-i regionális sportközpontba (CREPS), ahol mindössze három napot töltött. Játékát látva ugyanis a Cannes-i Futball Sportegyesület 14 évesen leigazolta, s 15 évesen már a csapat középpályása lett.
1989. május 20-án debütált a francia bajnokság első osztályában az FC Nantes ellen. Első osztálybeli első gólját ugyancsak az FC Nantes ellen szerezte 1991-ben.

## A bordeaux-i évek
Zidane-t 1992-ben igazolta le a Girondins de Bordeaux Futballklub. Itt ismerkedett össze másik két jövőbeni francia válogatott játékossal, Christophe Dugarry-val és Bixente Lizarazu-val, akikkel olyan triót alkottak, melyet csakhamar „bordeaux-i háromszögként” emlegettek. Ők hárman ugyanis gyakorlatilag csukott szemmel megtalálták egymást a pályán. Zidane már az első szezonban 10 gólt lőtt, majd további hatot a következő három szezonban.
A legenda szerint mielőtt a francia válogatott tagja lett, Abdelhamid Kermali, az algériai válogatott akkori vezető edzője nem tartott rá igényt, mert „nem találta elég gyorsnak” a castellane-i gyereket. Viszont Zidane a Le Buteur 2005. május 7-i számában személyesen cáfolja a fenti állítást.
1994. augusztus 17-én Bordeaux-ban játszott első ízben a francia labdarúgó-válogatottban a cseh labdarúgó-válogatott ellen. A 63. percben pályára léptetett Zidane két góljával (85. és 87. perc) mentett pontot Franciaország. Mindemellett közel egy évet kellett várnia, hogy teljes értékű játékosként léphessen pályára. Csak 1995-ben, az 1996-os labdarúgó-Európa-bajnokság (EURO 1996) selejtezői során engedte teljes játékidőben pályára Aimé Jacquet, a francia válogatott edzője.

## A Juventusban
1996-ban, miután a Girondins de Bordeaux kikapott az UEFA-kupa döntőjében, Zidane-nal szerződést írt alá a torinói Juventus FC, az a klub, amelyben annak idején Michel Platini is kibontakozott. Időközben, egy bordeaux-i emberpróbáló szezonnal és egy – nem sokkal a torna előtt bekövetkezett – autóbalesettel a háta mögött, részt vett az EURO 1996 játékokon Angliában. A franciák a bolgárok és a románok legyőzésével, a spanyolok elleni döntetlennel és a hollandok elleni büntető-párbajjal jutottak el az elődöntőig, ott ugyancsak 11-esekkel kaptak ki a csehek ellen. A tornán Zidane nem tudta hozni legjobb formáját.
A Juventusban viszont szárnyalt, a legmagasabb európai szintekre jutott és számos megfigyelő a világ legjobb játékosát látta benne.

## Világhírnév
Az 1998-ban Franciaországban rendezett világbajnokságon Zidane két, szöglet utáni fejesgólt jegyzett a Brazília elleni döntő mérkőzésen, s ezzel Franciaország megszerezhette első világbajnoki címét. Zidane még abban az évben megkapta France football szakmagazin által odaítélt Aranylabdát és elnyerte a FIFA-tól Az év játékosa címet. A 2000-es labdarúgó-Európa-bajnokságon ismét győzelemre vezette a francia válogatottat, s ezzel a kettős győzelemmel (világbajnokság és Európa-bajnokság – ebben a sorrendben) addig egyetlen más csapat sem dicsekedhetett. Teljesítményével Zidane ismét elnyerte az év FIFA-játékosa címet.

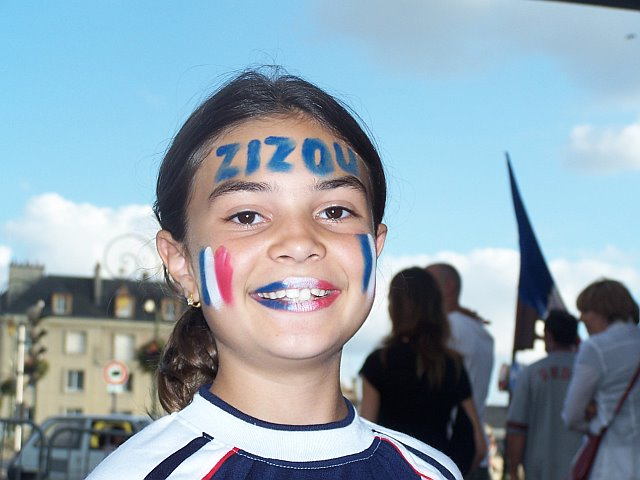
Fiatal francia szurkoló a 2006. évi világbajnokság alatt

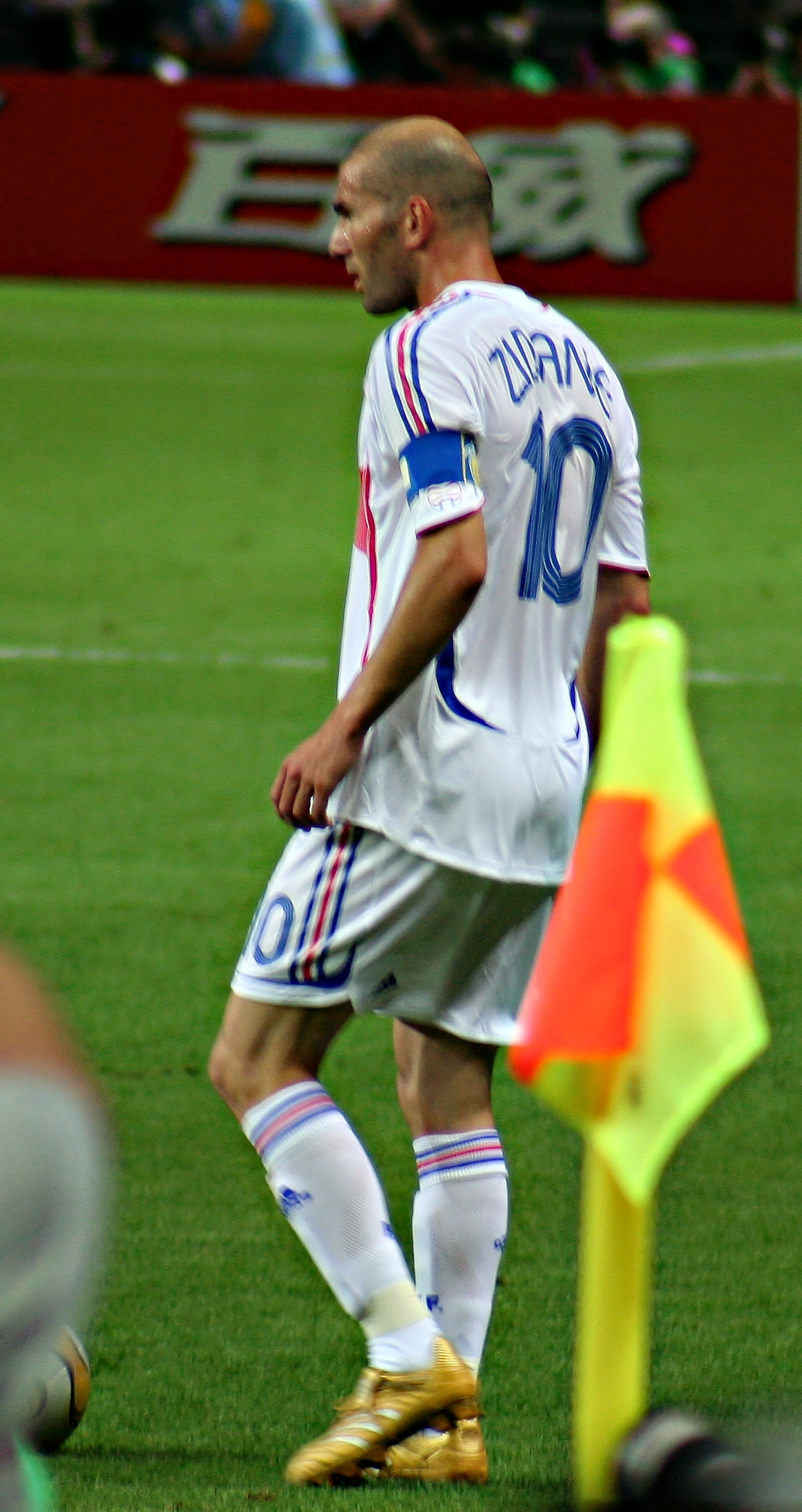
Zidane az utolsó mérkőzésén a 2006. évi világbajnokság döntőjén

2001 nyarán Zinédine Zidane 75 millió eurós rekordösszegért igazolt át a Real Madridba. Játéka tovább fejlődött a spanyol klubban, amellyel 2002-ben megnyerte a Bajnokok Ligáját. A döntőben 2:1-re győztek a Bayer 04 Leverkusen együttese ellen. Zidane olyan helyzetből lőtt gólt, mely ballábasoknak is dicsőségére válna.
A 2004-es labdarúgó-Európa-bajnokság nem úgy sült el, ahogy várta. Görögország a negyeddöntőben óriási meglepetésre búcsúztatta Zidane-ékat, és ő emiatt (is) 2004. augusztus 4-én bejelentette visszavonulását a francia válogatottból. 2005. augusztus 3-án – gyakorlatilag egy évvel később – azonban visszatért azzal, hogy – amennyiben a franciák továbbjutnak – a 2006. évi világbajnokság végéig kerettag marad.
Visszatérése utáni első mérkőzés augusztus 17-én volt Elefántcsontparti labdarúgó-válogatott ellen, melyet a franciák 3-0-ra nyertek – egy gólt Zidane lőtt. Ekkor nevezték ki a válogatott csapatkapitányának.
Ő vezette a kékeket a 2006. évi németországi világbajnokságon, ahol két kezdeti döntetlen (Svájc: 0-0, Koreai Köztársaság: 1-1) után a harmadik csoportmeccsen 2 góllal kellett verni Togót a biztos továbbjutáshoz. Zidane sárgák miatt nem játszott, de a gallok így is 2-0-ra nyertek és csoportmásodikként jutottak tovább. A további mérkőzéseken előbb a spanyolokat verték 3:1-re, majd a brazil válogatottat 1:0-ra. A 34 esztendős Zidane bámulatos formában irányította az európai csapatot. Szemet gyönyörködtető cselekből, hajszálpontos passzokból tartott bemutatót a világ előtt, s Zidane-nak a gólban is elévülhetetlen érdemei voltak.
Marseille városa egy 10x15 méteres óriásportrét festetett gyermekéről egy épület falára, mely a tenger öblére és kikötőre néz.

## A Real Madridban

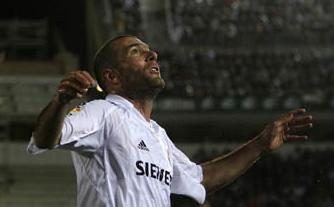
Zizou a Real Madridban, 2005-ben

Ha Zidane első madridi évei lehetővé is tették a spanyol bajnoki cím elnyerését, és főleg karrierje során először és egyetlen alkalommal elnyerni a Bajnokok Ligáját, hamarosan megmutatkoztak Florentino Perez „óriássztárok” politikájának korlátjai. 2003 óta a nagy Real semmit sem nyert meg, és mind a pályán, mind pedig a klub állományában és szervezetében bizonytalanság mutatkozott. Ez volt az oka, hogy a válogatottban 10-es számmal játszó francia fizikai állapota romlani kezdett, míg végül 2006. április 25-én bejelentette: a németországi világbajnokság után végleg visszavonul.
A képességeivel tisztában lévő Zidane elismerte, hogy már messze nincs azon a szinten, mint karrierje csúcsán, és lejárta előtt egy évvel felbontja szerződését. Döntésében kétségkívül nagy szerepet játszott az őt a Real-hoz szerződtető Florentino Perez távozása is. Zidane utolsó mérkőzését a Villarreal ellen játszotta a Bernabéu stadionban. Az őt köszöntő szurkolók egyértelmű bizonyságát adták, hogy a számukra Zidane örökre a világ egyik legnagyobb játékosa marad. Egyébként Zidane, egy XXI. századi portré címmel 2006 májusában Franciaországban mozikba került dokumentumfilmet versenyen kívül vetítették a 2006-os cannes-i fesztiválon.
2006. július 1-jét arany betűkkel jegyzik Zinédine Zidane életében. A francia válogatott játékosainak nem került nagy erőfeszítésébe ellenőrzése alatt tartani a meccset az erőtlen brazilokkal szemben; a főszereplő a csapatkapitány lett. Ezen a napon Zidane szárnyalóbb volt, mint valaha, a FIFA a meccs emberének választotta, döntő jelentőségű passzt adott Thierry Henry-nak. E meccs után egyébként Pelé király „mágusnak” nevezte Zidane-t. A döntőben lőtt góljával Vavá, Geoff Hurst és Pelé nyomdokaiba lépett, akik világbajnoki döntőn három gólt rúgtak. Pályafutása megdicsőüléssel végződhetett volna…

## Edzőként
Visszavonulása  után az edzői pályán képzelte el jövőjét, és a madridiaktól meg is kapta a lehetőséget. A 2013-14-es idényben a felnőtt csapat mellett másodedzőként segítette Carlo Ancelotti munkáját, majd kinevezték a tartalékcsapat, a Real Madrid Castilla edzőjének. Másfél szezonon keresztül irányította a harmadosztályban szereplő gárdát, amikor megkapta élete lehetőséget. Rafael Benítezt a 2015-16-os idény felénél menesztették, és Florentino Pérez Zizout nevezte ki a Real Madrid CF élére. Élt a lehetőséggel, új lendületet adott a gárdának, melyet addigra már kizártak a kupa küzdelmekből, a bajnokságban azonban nagy hajrába kezdtek a királyiak. Végül az utolsó fordulóban lemaradtak a bajnoki címről, azonban a BL serleget újra elhódították, tizenegyespárbaj után a városi rivális Atlético de Madrid ellen. Zizou már első (fél)szezonjában Európa csúcsára vezette a Reált, egyben ő lett a hetedik olyan edző aki játékosként is nyert BL-t , illetve az első francia edző aki elhódította a legrangosabb klubtrófeát.

## Emlékezetes góljai
Noha a szurkolók emlékében elsősorban az 1998-as labdarúgó-világbajnokság döntőjében lőtt két gólja maradt meg, Zidane az utóbbi idők francia futballjának nagy pillanataiban jelen volt. Első válogatott mérkőzésén két góllal iratkozott fel a tabellára a csehek elleni barátságos mérkőzésen. 1998 elején – néhány hónappal a világbajnokság Stade de France-beli döntője előtt – ő rúgta az első gólt a stadionavató mérkőzésen (Franciaország-Spanyolország 1-0).
A 2000-es labdarúgó-Európa-bajnokság negyeddöntőjében a spanyolok ellen szabadrúgásból talált be (a vége: 2-1-es francia siker lett), majd az elődöntő hosszabbításában egy büntetőt érvényesített a portugálok ellen (aranygóllal, és itt is 2-1-gyel jutottak tovább a franciák), és ezzel 16 év után döntőbe juttatta a francia válogatottat. A gól után örömkört futva ugyanazokat az önkéntelen mozdulatokat tette, mint Michel Platini az 1984-es labdarúgó-Európa-bajnokság elődöntőjében, szintén a portugálok elleni mérkőzésen.
2002-ben a Bajnokok Ligája döntőjében a Real Madrid játékosaként feledhetetlen gólt lőtt bal lábbal kapásból, s ezzel csapata 2:1-re verte a Bayer 04 Leverkusent és megnyerte a kupát.
Franciaország első 2004-es labdarúgó-Európa-bajnokságon játszott mérkőzésén, a rendes játékidő végén még 0-1-re állt Anglia ellen (David Beckham tizenegyest is hibázott). A hosszabbításban aztán jött az amúgy szürkén játszó Zidane és a 91. percben szabadrúgásból egyenlített, majd a 93. percben értékesítette a megítélt büntetőt is, így csodálatos hajrával a franciák nyertek 2-1-re.
A 2006-os labdarúgó-világbajnokság nyolcaddöntőjében – a spanyol szurkolók visszavonulására tett gunyoros megjegyzéseire adott csattanós válaszként – nagyszerű akciógólt lőtt; ezzel a franciák 3-1-es végeredménnyel jutottak a negyeddöntőbe. Ott a Ronaldo vezette brazilok ellen ismét a pályája csúcsán tündöklő, régi Zizou-t lehetett látni: mérkőzést eldöntő gólpasszt adott Thierry Henry-nak, s ezzel megkapta a FIFA-tól a mérkőzés legjobb játékosa címet. Az elődöntőben a portugálok ellen tizenegyesből lőtt gólja a „kékek” döntőbe jutását eredményezte.
A 2006. évi világbajnokság döntőjének 7. percében, Marco Materazzi szabálytalanságát követően, „Panenka-módra” lőtt tizenegyesből szerzett egy, a felső kapufáról bevágódó gólt.

## Család
Nős, felesége: Véronique, négy fiúgyermekük van: Enzo, Luca, Théo és Elyaz.

## Jövedelme
A nagy sportoló kortársakhoz hasonlóan Zinédine Zidane is egyre kiemelkedőbb jövedelemre tett szert. A francia Le Figaro Magazine 2006-os cikke szerint Zidane mintegy 300 ezer eurót kapott meccsenként.
A nemzetközileg ismert labdarúgók jövedelme nemcsak a játékból származik, hanem reklámbevételekből is, azaz Zidane évente mintegy 14 millió eurót kap, mely összeg 44%-a reklámszerződésekből származik.
Világviszonylatban persze Zidane jóval Tiger Woods mögött van: nemzetközi szinten a labdarúgók közel sem keresnek annyit, mint például a golfozók vagy a Formula–1-es versenyzők. Franciaországban Zidane a legjobban kereső személy, megelőzve Thierry Henryt.

## Elért eredményei

### Számokban
- Bajnokság: 506 mérkőzés, 95 gól
- Európa-kupa: 117 mérkőzés, 23 gól
- Kupák: 52 mérkőzés, 7 gól
- Francia válogatottság: 108 mérkőzés, 31 gól

Összesen: 794 mérkőzés, 156 gól, azaz 0,19 gól mérkőzésenként.

### Nemzeti válogatottként
- 108 francia válogatott mérkőzésen 31 gól (7 alkalommal csereként, 101 alkalommal kezdő játékosként, ebből 25 alkalommal csapatkapitányként).
- Az 1996-os labdarúgó-Európa-bajnokság bronzérmese ( Franciaország)
- Az 1998-as labdarúgó világbajnok francia válogatott tagja ( Franciaország)
- A „II. Hasszán-tornát” megnyerő válogatott tagja (1998 és 2000) ( Franciaország)
- A 2000-es labdarúgó-Európa-bajnok válogatott tagja ( Franciaország)
- A 2006-os labdarúgó-világbajnokság ezüstérmese ( Franciaország)

### Klubokban

#### Bordeaux
- Intertotó-kupa-győztes: 1995

#### Juventus
- Olasz bajnokság (2): 1996–97, 1997–98
- Olasz szuperkupa (1): 1997
- UEFA-szuperkupa (1): 1996
- Interkontinentális kupa (1): 1996
- Intertotó-kupa (1): 1999

#### Real Madrid
- Spanyol bajnokság (1): 2002–03
- Spanyol labdarúgó-szuperkupa (2): 2001, 2003
- UEFA-bajnokok ligája (1): 2001–02
- UEFA-szuperkupa (1): 2002
- Interkontinentális kupa (1): 2002

### Francia válogatottban
- Labdarúgó-világbajnokság – aranyérmes: 1998, ezüstérmes: 2006
- Labdarúgó-Európa-bajnokság – aranyérmes: 2000, bronzérmes: 1996
- Konföderációs kupa – aranyérmes: 2001, 2003

### Edzőként
- Spanyol bajnok (2): 2016–17, 2019–20
- Spanyol szuperkupa (2): 2017, 2019–20
- UEFA-bajnokok ligája (3): 2015–16, 2016–17, 2017–18
- UEFA-szuperkupa (2): 2016, 2017
- FIFA-klubvilágbajnokság (2): 2016, 2017

## Játékos statisztikái

### Klubokban
| Klub adatok      | Klub adatok      | Klub adatok      | Liga            | Liga  | Kupa            | Kupa            | Európai         | Európai | Összesen        | Összesen |
| Szezon           | Klub             | Liga             | Pályára lépések | Gólok | Pályára lépések | Gólok           | Pályára lépések | Gólok   | Pályára lépések | Gólok    |
| Franciaország    | Franciaország    | Franciaország    | Liga            | Liga  | Coupe de France | Coupe de France | Európai         | Európai | összesen        | összesen |
| ---------------- | ---------------- | ---------------- | --------------- | ----- | --------------- | --------------- | --------------- | ------- | --------------- | -------- |
| 1988–1989        | Cannes           | Division 1       | 2               | 0     | 0               | 0               | –               | –       | 2               | 0        |
| 1989–1990        | Cannes           | Division 1       | 0               | 0     | 0               | 0               | –               | –       | 0               | 0        |
| 1990–1991        | Cannes           | Division 1       | 28              | 1     | 3               | 0               | –               | –       | 31              | 1        |
| 1991–1992        | Cannes           | Division 1       | 31              | 5     | 3               | 0               | 4               | 0       | 38              | 5        |
| 1992–1993        | Bordeaux         | Division 1       | 35              | 10    | 4               | 1               | –               | –       | 39              | 11       |
| 1993–1994        | Bordeaux         | Division 1       | 34              | 6     | 3               | 0               | 6               | 2       | 43              | 8        |
| 1994–1995        | Bordeaux         | Division 1       | 37              | 6     | 4               | 1               | 4               | 1       | 45              | 8        |
| 1995–1996        | Bordeaux         | Division 1       | 33              | 6     | 1               | 0               | 15              | 6       | 49              | 12       |
| Olasz            | Olasz            | Olasz            | Liga            | Liga  | Coppa Italia    | Coppa Italia    | Európai         | Európai | összesen        | összesen |
| 1996–1997        | Juventus         | Serie A          | 29              | 5     | 2               | 0               | 10              | 2       | 41              | 7        |
| 1997–98          | Juventus         | Serie A          | 32              | 7     | 5               | 1               | 11              | 3       | 48              | 11       |
| 1998–1999        | Juventus         | Serie A          | 25              | 2     | 5               | 0               | 10              | 0       | 40              | 2        |
| 1999–2000        | Juventus         | Serie A          | 32              | 4     | 3               | 1               | 6               | 0       | 41              | 5        |
| 2000–2001        | Juventus         | Serie A          | 33              | 6     | 2               | 0               | 4               | 0       | 39              | 6        |
| Spanyolország    | Spanyolország    | Spanyolország    | Liga            | Liga  | Copa del Rey    | Copa del Rey    | Európai         | Európai | összesen        | összesen |
| 2001–2002        | Real Madrid      | La Liga          | 31              | 7     | 9               | 2               | 9               | 3       | 49              | 12       |
| 2002–2003        | Real Madrid      | La Liga          | 33              | 9     | 1               | 0               | 14              | 3       | 48              | 12       |
| 2003–2004        | Real Madrid      | La Liga          | 33              | 6     | 7               | 1               | 10              | 3       | 50              | 10       |
| 2004–2005        | Real Madrid      | La Liga          | 29              | 6     | 1               | 0               | 10              | 0       | 40              | 6        |
| 2005–2006        | Real Madrid      | La Liga          | 29              | 9     | 5               | 0               | 4               | 0       | 38              | 9        |
| Ország           | Franciaország    | Franciaország    | 200             | 34    | 18              | 2               | 29              | 9       | 247             | 45       |
| Ország           | Olaszország      | Olaszország      | 151             | 24    | 17              | 2               | 41              | 5       | 209             | 31       |
| Ország           | Spanyolország    | Spanyolország    | 155             | 37    | 23              | 3               | 47              | 9       | 225             | 49       |
| Karrier összesen | Karrier összesen | Karrier összesen | 506             | 95    | 58              | 7               | 117             | 23      | 681             | 125      |

### A válogatottban
| Nemzet        | Évek     | Pályára lépések | Gólok |
| ------------- | -------- | --------------- | ----- |
| Franciaország | 1994     | 2               | 2     |
| Franciaország | 1995     | 6               | 2     |
| Franciaország | 1996     | 12              | 1     |
| Franciaország | 1997     | 8               | 1     |
| Franciaország | 1998     | 15              | 5     |
| Franciaország | 1999     | 6               | 1     |
| Franciaország | 2000     | 13              | 4     |
| Franciaország | 2001     | 8               | 2     |
| Franciaország | 2002     | 9               | 1     |
| Franciaország | 2003     | 7               | 3     |
| Franciaország | 2004     | 7               | 4     |
| Franciaország | 2005     | 5               | 2     |
| Franciaország | 2006     | 10              | 3     |
| összesen      | összesen | 108             | 31    |

## Edzői statisztika
2021. május 27-én lett frissítve.
| Csapat               | Nemzet   | –tól              | –ig             | Mérleg     | Mérleg | Mérleg | Mérleg | Mérleg | Mérleg | Mérleg | Mérleg |
| M                    | GY       | D                 | V               | Győzelem % | RG     | KG     | +/-    |        |        |        |        |
| -------------------- | -------- | ----------------- | --------------- | ---------- | ------ | ------ | ------ | ------ | ------ | ------ | ------ |
| Real Madrid Castilla | spanyol  | 2014. június 25.  | 2016. január 4. | 57         | 26     | 17     | 14     | 45.61  | 88     | 58     | +30    |
| Real Madrid          | spanyol  | 2016. január 4.   | 2018. május 31. | 149        | 104    | 29     | 16     | 69.8   | 393    | 160    | +233   |
| Real Madrid          | spanyol  | 2019. március 11. | 2021. május 27. | 114        | 69     | 25     | 20     | 60.53  | 207    | 104    | +103   |
| összesen             | összesen | összesen          | összesen        | 320        | 200    | 70     | 50     | 62.5   | 693    | 325    | +368   |

## Személyes elismerései
- 1994: legígéretesebb francia játékos (UNFP Oscar)
- 1996: a francia bajnokság legjobb játékosa
- 1997: Európa második legjobb játékosa (Onze Mondial), az olasz bajnokság legjobb külföldi játékosa, Az Aranylabda-szavazás 3. helyezettje, FIFA év játékosa- bronz díj
- 1998: Aranylabda, Európa legjobb játékosa (Onze Mondial), az év legjobb játékosa (FIFA), a „francia bajnokok bajnoka” (L’Équipe), az év legjobb francia játékosa, az év játékosa (World Soccer), az év játékosa (RSS), a Becsületrend lovagja, UEFA Év középpályása, Vb All Star-csapat, az év európai játékosa (El Pais)
- 1999: Európa harmadik legjobb játékosa (Onze Mondial), World Soccer Magazine 100 legnagyszerűbb játékos a 20. században
- 2000: Európa legjobb játékosa (Onze Mondial), az év legjobb játékosa (FIFA), Aranylabda- ezüst díj, a 2000-es labdarúgó-Európa-bajnokság legjobb játékosa, az évszázad második legjobb játékosa (L’Équipe), a francia TOP 50-es listán a legnépszerűbb személyiség, Eb-All Star-csapat
- 2001: Európa legjobb játékosa (Onze Mondial), az olasz bajnokság legjobb játékosa, az év európai játékosa (El Pais), UEFA az év csapata
- 2002: Európa második legjobb játékosa (Onze Mondial), a Bajnokok Ligája döntőjének legjobb játékosa, az év legjobb francia játékosa, az év európai játékosa (El Pais), az ENSZ szegénység elleni nagykövete, FIFA év játékosa- bronz díj, a spanyol bajnokság legjobb külföldi játékosa, UEFA az év csapata, UEFA év labdarúgója
- 2003: Európa második legjobb játékosa (Onze Mondial), a France Football ezüst csillagja, az év legjobb játékosa (FIFA), a Mediterrán-játékok nagykövete, az év európai játékosa (El Pais), UEFA az év csapata
- 2004: a FIFA 100 tagja, a félévszázad legjobb játékosa (UEFA), Eb-All Star-csapat
- 2005: FIFPro Világ XI
- 2006: a labdarúgó-világbajnokság legjobb játékosa (FIFA Golden Ball Award), Vb All Star-csapat, FIFA év játékosa: második, FIFPro Világ XI, az IFFHS szavazás legjobb irányítója
- 2008: Aranyláb díj,[8] a Marca spanyol sportújság Legenda díját 2008-ban kapta meg
- 2009: Az évtized játékosa (ESPN), az évtized játékosa (Sports Illustrated)
- 2010: Az évtized játékosa (Marca)
- 2011: Életmű-díja (Laureus-díj)
- 2017: UEFA-bajnokok ligája Év edzője, Év edzője (Onze Mondial)

## Egyéb
- Az egyetlen tizenegyes, amelyet a francia válogatottban Zidane kihagyott, a 2006-os világbajnokság Kína elleni előmérkőzésén esett meg 2006. június 7-én: vélhetően a csúszós fű miatt fölé lőtte a labdát.
- A 2006-os cannes-i fesztiválon versenyen kívül mutatták be Phillipe Parreno és Douglas Gordon Zidane, egy 21. századi portré (Zidane, un portrait du 21ème siècle) című filmjét.
- 2002-ben Zidane aktív közreműködésével Zinédine Zidane, mint egy álomban (Zinédine Zidane, comme dans un rêve) címmel egy DVD-t készítettek róla, mely végigkíséri pályafutását és dokumentumok, interjúk segítségével rajzolja meg portréját.
- Az Európai Leukodystrophia Egyesület (ELA – European Leukodystrophy Association) védnöke a 2006. évi világbajnokságon, a Spanyolország ellen lőtt gólját követően Hajrá Zizou (Allez Zizou) címmel egy neki ajánlott dal kezdett terjedni az interneten.

## Lásd még

### Bibliográfia
- Alexis Nolent (író), Michel Pierret és Marco Venanzi (rajzolók): Zidane. – Brüsszel; Párizs: Casterman, «Champion de vie» sorozat, 2005. – 47 o., 31 cm. – (ISBN 2-203-37605-8). – [Zinédine Zidane élete képregényben].